# Pour les p'tiots
Pour les p'tiots er en fransk stumfilm fra 1908 af Georges Méliès.